# Furiosa: Történet a Mad Maxből
A Furiosa: Történet a Mad Maxből (eredeti cím: Furiosa: A Mad Max Saga) 2024-ben bemutatott, amerikai–ausztrál posztapokaliptikus akciófilm, amelyet George Miller rendezett. A forgatókönyvet Miller és Nico Lathouris írta. A Mad Max-filmsorozat ötödik része (2015), valamint a Mad Max – A harag útja (2015) előzménye és spin-offja, amelynek középpontjában a Furiosa imperátor áll. Anya Taylor-Joy és Alyla Browne alakítja Furiosa (akit eredetileg Charlize Theron alakított) fiatalabb változatát, a további szerepekben Chris Hemsworth és Tom Burke látható.
Világpremierje a 77. Cannes-i Filmfesztiválon volt 2024. május 15-én. Ausztráliában 2024. május 23-án, Amerikában pedig május 24-én a Warner. Bros. Pictures, míg Magyarországon pedig egy nappal korábban, május 23-án mutatták be a mozikban az InterCom Zrt. forgalmazásában.
Általánosságban pozitív véleményeket kapott a kritikusoktól, azonban a jegypénztáraknál megbukott; 168 millió dolláros költségvetésével szemben világszerte 168,1 millió dolláros bevételt ért el.

## Cselekmény
Miután a háborúk és katasztrófák a világ nagy részét lakhatatlanná tették, az életben maradt emberek a kevés víz-, élelem-, fegyver- és benzinforrásokért harcolnak. A maradék termőhelyek egyike a Zöld Hely, ahonnan Furiosát elrabolják a megszállók. Furiosa édesanyja üldözni kezdi őket, sikerül megölnie néhány emberrablót, viszont nem tudja megakadályozni, hogy kislányát Dementushoz, a nomád motorosbanda vezetőjéhez vigyék. Az ő próbálkozásai sikertelenek, hogy kicsikarja a lányból a Zöld Hely hollétét. Végül Dementus a szeme láttára kínozza és öleti meg Furiosa anyját, akit elfogtak, miközben megpróbálta megmenteni a gyermeket. Dementus ezután örökbefogadja a kislányt, és "kis D"-nek nevezi el.
Nem sokkal később Dementus megpróbálja elfoglalni Halhatlan Joe citadelláját, de hűséges harcosai megfutamítják. Nem sokkal később azonban sikerül elfoglalnia a közeli Gastown olajfinomítóját és alkura kényszeríteni: Élelem és víz benzinért cserébe. Halhatlan Joe beleegyezik, de cserébe azt követeli, Dementus adja át "kis D"-t. A lány Halhatatlan Joe egyik menyasszonya lesz. Amikor a fia, Rictus megpróbálja megerőszakolni Furiosát, a lánynak sikerül elmenekülnie, és Halhatlan Joe egyik szerelőjének álcázza magát, borotvált fejjel és fiúnak öltözve.
Évek telnek el, Halhatlan Joe szerelői egy teherautót alakítanak át harckocsivá, hogy felkészüljenek a citadellából Gastownba tartó útra, valamint a visszaérkező szállítmányok elleni rajtaütésekre. Az egyik ilyen transzportot megtámadják Dementus egykori követői, akik mostanra hátat fordítottak vezérüknek. Csak a sofőr, Protórius Jack és Furiosa jutnak el Gastownba. Furiosa képességei lenyűgözik Jacket, aki a mentora lesz, és megígéri, segít neki megtalálni az otthonát. Eközben Dementus − akinek az amúgy is szűkös erőforrások pazarló felhasználása miatt egyre inkább kezd kicsúszni a kezéből az irányítás a bandája felett – ultimátumot ad Halhatlan Joe-nak. Az utóbbi elterelő manővert rendez, elküldi Protórius Jacket és Furiosát, hogy szerezzenek lőszert egy közeli bányából egy meglepetésszerű támadáshoz. Odaérve azonban rájönnek, Dementus már elfoglalta a bányát. Először sikerül elmenekülniük, de nem sokkal a citadella elérése előtt Dementus és emberei elfogják őket. Furiosa közben elveszíti az egyik alkarját; Protórius Jack meghal. Furiosának végül sikerül elmenekülnie a citadellába, ahol figyelmezteti Halhatlan Joe-t.
A két horda közötti háború során Furiosa, immár mechanikus protéziskarral és új járművel felszerelve, üldözi Dementust, míg végül a sivatagban szembekerül vele, és követeli az életét és az éveket, amelyeket elvett tőle. Furiosa végül megkíméli Dementust, de fogva tartja a citadellában, és a lefogyott testét táptalajként használja fel, hogy barackfát növesszen. 
Évekkel később Furiosa immár Halhatlan Joe birodalmának császárnőjévé emelkedve újabb szökési kísérletet tesz, melynek során megpróbálja kiszabadítani a férfi menyasszonyait is. Itt kezdődik a Mad Max – A harag útja cselekménye, amelynek részleteit a film végi stáblista alatt mutatják be.

## Szereplők
| Szerep            | Színész                 | Magyar hang      |
| ----------------- | ----------------------- | ---------------- |
| Furiosa imperátor | Anya Taylor-Joy         | Sodró Eliza      |
| Furiosa imperátor | Alyla Browne (fiatalon) | Kanyó Kata       |
| Dementus hadúr    | Chris Hemsworth         | Nagy Ervin       |
| Protórius Jack    | Tom Burke               | Simon Kornél     |
| Halhatlan Joe     | Lachy Hulme             | Törköly Levente  |
| Rizzdale Pell     | Lachy Hulme             | Schneider Zoltán |
| A múlt tudója     | George Shevtsov         | Trokán Péter     |
| Emberevő          | John Howard             | Barbinek Péter   |
| Szerves Szerelő   | Angus Sampson           | Maday Gábor      |
| Rictus Erectus    | Nathan Jones            | Varga Rókus      |
| Scrotus           | Josh Helman             | Brasch Bence     |
| Mary Jabassa      | Charlee Fraser          | Menczel Andrea   |
| Mr. Norton        | Elsa Pataky             | Varga Lili       |
| Vuvalina tábornok | Elsa Pataky             | Ténai Petra      |
| Octoboss          | Goran D. Kleut          | Kőrösi András    |
| Smeg              | David Collins           | Katona Zoltán    |
| Fang              | Matuse                  | Tóth Roland      |
| Black Thumb       | Clarence Ryan           | Szakács Tibor    |
| War Pup           | Quaden Bayles           | Rostás Ábel      |
| Skulófarmer       | Lee Perry               | Borbiczki Ferenc |

### Magyar változat
- Magyar szöveg: Tóth Tamás
- Felvevő hangmérnök: Csomár Zoltán
- Vágó: Kajdácsi Brigitta
- Gyártásvezető: Gelencsér Adrienne
- Szinkronrendező: Nikodém Zsigmond
- Produkciós vezető: Hagen Péter

A szinkront a Mafilm Audio Kft. készítette el.

## A film készítése
2020 októberében Anya Taylor-Joy, Chris Hemsworth és Yahya Abdul-Mateen II kapott szerepet a filmben, bár Abdul-Mateen később ütemezési problémák miatt visszalépett. Miller azután választotta Taylor-Joy-t, hogy látta az Utolsó éjszaka a Sohóban (2021) című film egy korai vágásában nyújtott alakítását, és meghallgatta őt a "Mad as Hell" monológgal, amelyet a Sidney Lumet Hálózat (1976) című filmjéből ismert Howard Beale karaktere (akit Peter Finch alakított) idézett. 2020 márciusában, a Covid19-pandémia ausztráliai lezárása alatt Miller Skype-on keresztül több színésznőt is meghallgatott Furiosa szerepére.
Az ausztrál Hemsworth a Mad Max-filmeken nőtt fel. 2010-ben már korábban jelentkezett a Mad Max – A harag útja címszerepére, amelyet végül Tom Hardy kapott meg. 
A forgatás 2022 májusa és októbere között zajlott Ausztráliában; a főforgatás 2022. június 1-jén kezdődött. Az akciójelenet, amelyben a fosztogatók rajtaütnek a War Rig-en, 78 napig tartott, és közel 200 kaszkadőr dolgozott rajta minden nap; a jelenet a forgatás során "Stairway to Nowhere" (Lépcső a semmibe) néven vált ismertté.